# Natura Artis Magistra
Artis, viết tắt của Natura Artis Magistra (tiếng Latin: "Tự nhiên là thầy của nghệ thuật và khoa học"), là một vườn thú ở trung tâm của Amsterdam. Đây là vườn thú lâu đời nhất ở Hà Lan và là một trong những vườn thú lâu đời nhất của châu Âu lục địa. Vườn thú Hoàng gia Artis không chỉ là một sở thú, nó cũng chứa một bể cá và một nhà mô hình vũ trụ. Bể cá được xây dựng vào năm 1882 trên đất thuê của thành phố với điều kiện chỉ có một viện bảo tàng bao giờ được xây dựng trên đó. Artis cũng có một vườn ươm và một bộ sưu tập nghệ thuật khá lớn. Một phần của bộ sưu tập nghệ thuật được trưng bày trong tòa nhà bể cá của sở thú. Artis chứa 27 tòa nhà lớn, hầu hết trong số đó được sử dụng làm nơi nuôi nhốt cho các loài động vật, làm cho Artis một di sản văn hóa độc đáo của thế kỷ 19.
Vườn thú này là một thành viên của NVD, EAZA, ISIS, WAZA

## Lịch sử
Vườn thú được thành lập vào năm 1838 bởi Gerard Westerman, JWH Werlemann và J.J. Wijsmuller (còn được gọi là ba W). Ban đầu chỉ mở cửa cho các thành viên. Bắt đầu từ năm 1851 nó đã được mở cửa cho công chúng trong tháng 9.  Năm 1920 nó đã được mở cửa quanh năm cho công chúng, nhưng vẫn giảm giá vào tháng chín.
Phần trung tâm của khu đất vườn thú hiện nay, lúc có tên là "Middenhof", đã được hội đồng quản trị của hội động vật học "Natura Artis Magistra" mua lại vào cuối năm 1838 trong Plantage, lúc đó là khu vực nông thôn ở ngoại ô Amsterdam. Từ khi bắt đầu nó trưng bày cả hai mẫu vất sống và mẫu vật dựng.
Vườn thú thường được gọi tắt là Artis, vì sở thú có ba cửa với những từ 'Natura', 'Artis', và 'Magistra' được viết trên mỗi cổng. Thường xuyên chỉ có cổng giữa được mở cho mọi người vào ra, do đó người ta thấy 'Artis' được viết trên nó, tin rằng các vườn thú được chỉ cần gọi là Artis. Nhờ đó, sớm ít người biết nó bằng tên đầy đủ của nó: Natura Artis Magistra.
Cá thể ngựa quagga cuối cùng trong điều kiện nuôi nhốt đã chết tại Artis vào ngày 12 tháng 8 năm 1883. Tại thời điểm đó, do tất cả ngựa vằn được gọi là quagga, không ai nhận ra rằng đây là cá thể quagga cuối cùng còn sống cho đến năm sau

## Thư viện
Artis có một thư viện về lịch sử động vật học và thực vật học. Nó chứa thư viện của sở thú, cũng như thư viện của Bảo tàng Động vật học Amsterdam và Vườn Bách thảo Amsterdam. Nó cũng chứa các tài liệu lưu trữ của một số động vật học và thực vật học, chẳng hạn như các kho lưu trữ Hugo de Vries. Nó chứa 20.000 cuốn sách, bản thảo 3000 và 80.000 bản in động vật. Thư viện là một phần của bộ sưu tập đặc biệt của Đại học Amsterdam.